# 馬修·艾利克森
馬修·艾利克森(Marshall Eriksen)是美國情境喜劇影集《老爸老妈的浪漫史》裡的一個角色。由傑森·席格爾飾演。

## 角色歷史
馬修是一個天真，樂天派，好相處的人。出生於美國北部的明尼蘇達州，因此身材高大，跟泰德和莉莉都是同一間大學(衛斯理大學)的同學，但是不同科系。泰德和馬修在大學是室友，而莉莉則是住在附近房間，因為請馬修幫忙裝音響，而進而認識交往。
　　馬修小時候曾經在一場保護動物的講座裡得到啟示，決定長大後當一個環境律師。於是大學畢業後就跟泰德與莉莉一起到紐約住，讀法律學校。但是畢業之後他遲遲未能找到環境律師的工作，最後在巴尼的幫助下，在巴尼的公司GNB銀行找到一份工作。後來他還是辭退這項工作，去當環境律師。
　　馬修從小的家庭圓滿，也因此家人感情相當良好。在第六季的時候，馬修的父親過世。
　　馬修跟泰德和莉莉是鐵三角，所以很少看到馬修和羅蘋或是巴尼一起互動。
　　馬修雖然外表身材高大，但是內心卻意外地容易脆弱，不過因為小時候他經常被哥哥欺負打鬧，所以真的發火時也是相當驚人。

## 花絮
- 馬修的名字是整部系列當中最先被提到的，是由未來泰德所說，之後是泰德(馬修說)，莉莉(泰德說)，巴尼(未來泰德說)，最後是羅賓(未來泰德說)，全部都在第一季第一集。
- 馬修不能留鬍子(第五季第三集)。
- 莉莉對馬修的暱稱是「棉花糖」(Marshmallow)。馬修則稱呼莉莉為「荷葉」(Lily Pad)。
- 第五季第五集的時候，馬修描述跟泰德一同去 Gazzola's 買匹薩的時候，因為喝了稱作 Tantrum 的飲料，他聽到教堂鐘聲的時候都會昏倒。
- 馬修的原型來自於本系列的其中一位編劇克雷格·汤姆士。
- 馬修的父母是這五個人的父母當中唯一一對沒有離婚的。

## 外部連結
- Guy forces his wife to dress in a garbage bag for the next three years （页面存档备份，存于） - 一個男人強迫他老婆穿垃圾袋當衣服三年(有一次莉莉跟馬修吵架時莉莉打的網址)
- it was the best night ever （页面存档备份，存于） - 馬修邀請巴尼和羅賓參加晚宴的歌